# 二葉エマ
二葉 エマ（ふたば えま、1998年8月7日 - ）は、日本のAV女優。神奈川県横須賀市出身。ライフプロモーション所属。

## 略歴

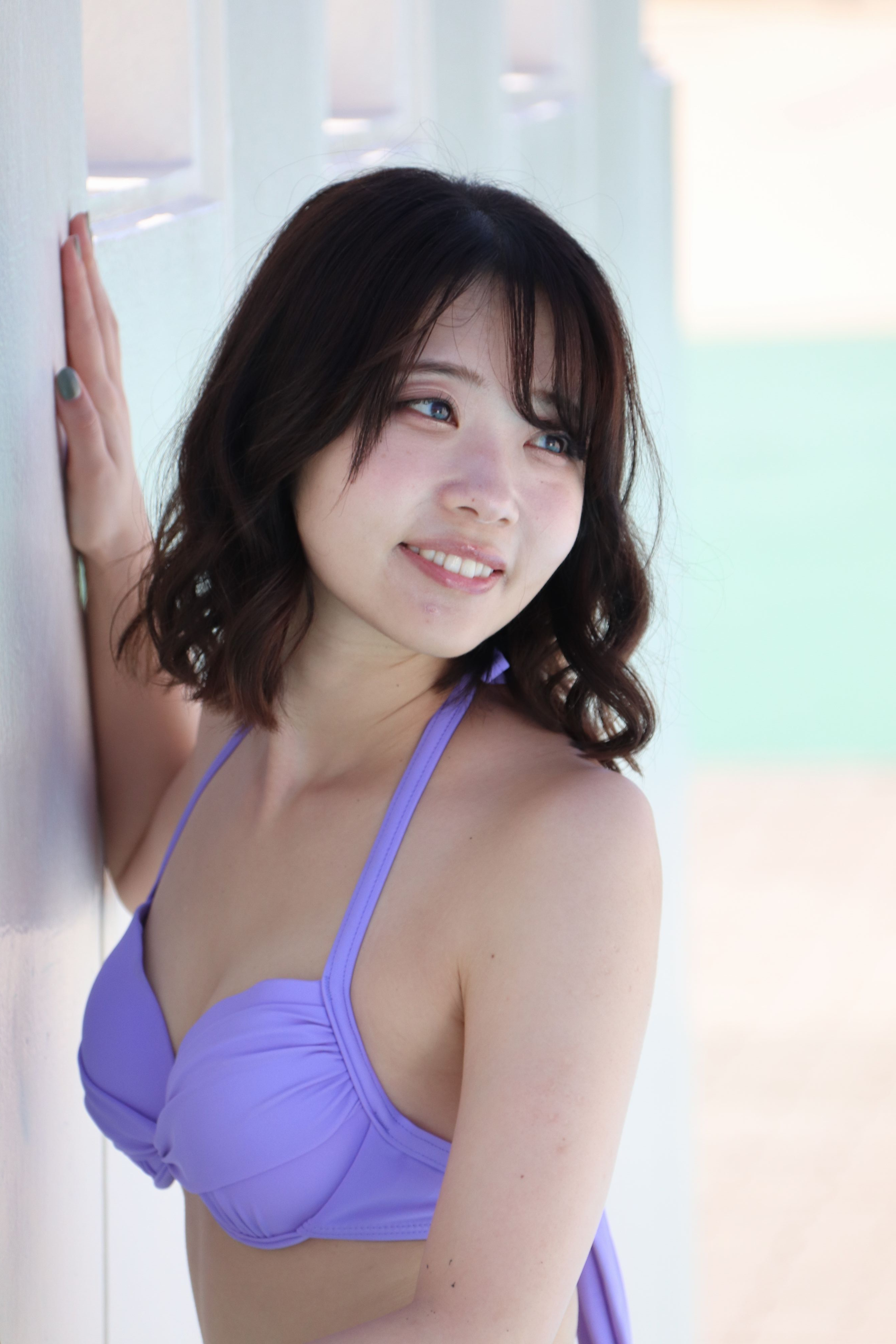
水着姿の二葉（2022年9月）

2018年12月、ヌードイメージビデオ『ハックツ美少女Revolution』をリリースし、アイドルとしてデビュー。
2020年8月、アイデアポケットより『新人 AVデビュー FIRST IMPRESSION 143 天使 Fカップ149cmミニマム少女 二葉エマ』にてAVデビュー。
デビュー作では桜のシーンが収められているが、のちにAVデビュー作は夏前にリリースされる予定で、新型コロナウイルスの影響で発売が延期になったことが明かされている。
2021年11月5日より開催のキャンペーン企画『We are IdeaPocket! アイポケキャンペーン』のキャンペーンガールに桃乃木かな、相沢みなみ、楓カレン、天海つばさ、希島あいり、西宮ゆめ、桜空もも、岬ななみ、加美杏奈、梓ヒカリ、明里つむぎ、藤井いよな、白峰ミウ、神菜美まいと共に就任。
2022年12月9日、池袋で行われた『LIFE FES – No LIFE No LIFE』において、イベント等でコンビを組むことの多かった根尾あかりとのユニット名を「いぶりがっこクリームチーズ」とすることを正式発表。当日は根尾制作の衣装を着て歌唱した。
2023年2月には、『We are IdeaPocket! アイポケキャンペーン2023』のキャンペーンガールに桃乃木かな、相沢みなみ、桜空もも、天海つばさ、希島あいり、西宮ゆめ、明里つむぎ、加美杏奈、梓ヒカリ、古川ほのか、八蜜凛、庵ひめかと共に就任。
2023年7月4日、アタッカーズへ専属移籍したことを報告。また10月29日には、初の冠イベント「二葉エマのエマ民村」を東京・代々木 A Talk Club WOOFERにて開催した。
2023年11月発売作品をもってメーカー専属から離れ、企画単体女優となる。
同年12月1日、東京・池袋LiveinnROSAで行われた音楽ライブ『LIFE FES 2023』では紅組キャプテンを務めた。
2024年9月15日には、埼玉県・しらこばと水上公園で開催されたプール撮影会『TREND GIRLS 撮影会 2024』内の企画「TREND GIRLSファッションショー」に参加し、ランウェイを歩いた。また同年12月24日には、光文社『FLASH』が独自集計した「FLASHセクシー女優ランキング2024」にて44位にランクイン。

## 人物
- AVデビューのきっかけとして所属事務所の先輩にあたる桃乃木かなを度々挙げており[15]、事務所に採用されたのも、桃乃木の公式サイト「桃乃木.com」からの応募である。桃乃木のことは深夜のテレビ番組で知り[16]、いつか同じ舞台に立ちたいという憧れから事務所のドアを叩いた。ただし「性の知識がほとんどゼロ」で「エッチのエの字もしらないままAV女優になっちゃった」と比較的軽い動機であったことをインタビューでは答えている。ただし撮影現場では初めてオーガズムを感じることができ、プロの世界はさすがだと思ったという[16]。なお、デビュー作品のインタビューではAVに興味があったのに一旦イメージビデオモデルとしてデビューした理由を「当時はまだ人前で全裸になるのは自分にとってハードルが高かった」と述べている。最終的にAVデビューを決意させたのはやはり桃乃木への強い憧れであったという。また、自身のYouTubeチャンネルではイメージビデオは事務所に入ったもののAV女優になることに踏ん切りがつかない彼女に事務所が紹介した仕事である事を語っている。
- 初体験は19歳、大学生の時。相手は初めての彼氏（デビュー作品のインタビューより）。
- チャームポイントは脇[17]。自身のYouTubeチャンネルでも脇を見せた動画が複数ある。
- 自身のことは器用に生きられるタイプじゃないと分析している[4]。
- 大学時代に当時の交際相手宅でセックスをした際、喘ぎ声のすさまじさに「このアパートには野獣がいる」と近隣住民（主に同じ大学の学生）で噂になったことがある[18]。なお、本人がこの話を知ったのは大学卒業間際。
- 日本舞踊経験があり、浴衣や着物を一通り着付けることができる[19]。
- 音声ライブ配信サービス・Spoonを利用して週2回（日曜日と水曜日）の配信を行っていた。一時期休止していたが、2021年3月17日より毎週水曜日の週1回（のちに月1）の形で再開し、2022年現在では不定期開催ながらもファンと交流している[20]。
- 2020年12月28日から、ファンと作品を同時に視聴しながら交流するという作品同時再生配信をYouTubeライブ（過去にはツイキャス）にて実施している。所属しているライフプロモーションの会長が進行をアシストし、撮影時のエピソードなどを交えたトークを行っている。
- 2021年2月、YouTubeチャンネルを開設。同じ事務所で同年齢の根尾あかりとは、演技力の養い方を聞いたことがきっかけとなり[21]、YouTubeで自宅や写真集撮影現場に突撃するほど仲がいい[22]。また、他にも一緒に撮った動画を複数上げている他プライベートで遊ぶことも多い。
- 事務所の後輩である南條彩とも仲が良く、事務所公式YouTubeチャンネルでのマンガ形式の事務所説明動画では二葉が応募者、南條が事務所スタッフの声を務めている。
- 2021年に映画共演した函波窓は第一印象を「かわいー!」、「気を使ってくれ、よく笑うフランクな人」と述べている[23]。
- イベントやインタビューで架乃ゆらに顔や声が似ていると言われることが多く（逆に架乃が二葉に似ていると言われることもある）、FANZAニュースの対談企画で初めて会ったときに双方とも似ていることを認め合った（同席したアイデアポケットプロデューサーも「姉妹って言われたら信じちゃうレベル」と評した）が、架乃のことはデビュー前から知っており、作品を見てオナニーした事もある憧れの女優の一人（学年が同じで生まれは二葉の方が早いがAVデビューは架乃の方が3年ほど早い）でもあったため、会えた嬉しさから強く動揺していた。以後、架乃には可愛がられ冠番組に呼ばれたり、二葉の舞台を架乃が観劇したりしている他、二葉も架乃の写真展に足を運んでいる。またその後、二葉のドラマ形式の作品で「似ているAV女優」として架乃の作品が劇中作及び小道具として使われた。架乃とは互いに「双子の姉（架乃）・妹（二葉）」と称している。なお、架乃は街でファンに声をかけられたことはないと言っているが二葉は何度か架乃に間違われて声をかけられたことがあるという。
- お笑い芸人でイベント司会を行ったことのある石津源治は第一印象が「AV女優なの!?」だったことを明かしている[24]。ちなみにこの「AV女優っぽくない」特徴は上記の架乃ゆらと共通。
- 怪談が好きであり、ある程度の霊感も持つ。心霊系YouTuberの動画にも何回か出演している。
- 得意なプレイはイラマチオ。企画単体女優になってから始めたプレイではあるが評価が高く関係作品を何本もリリースしている。本人は「何故出来たのかは分からないけどやってみたら出来た」とコメントしている。えむっ娘ラボとは「”喉奥”専属」契約（毎月イラマ物の作品がリリースされる。他メーカーへの出演は制限なし）を交わしている。
- AV女優であることは弟には言っているが両親には秘密にしている。

## 作品

### アダルトビデオ
- 新人 AVデビュー FIRST IMPRESSION 143 天使 Fカップ149cmミニマム少女 二葉エマ（8月13日、アイデアポケット）[25]
- 「イッちゃいます」ベビーフェイスのミニマム巨乳少女 イクイク快感絶頂4エッチ 専属第2弾 天使の昇天! 膣内イキ連発!! たっぷり3時間!!! 二葉エマ（9月14日、アイデアポケット）
- 「イッても舐め続けます」射精後もしゃぶり尽くす最高の妹 専属第3弾 新生フェラチオクイーン誕生! 天使の追撃おしゃぶり! 二葉エマ（10月13日、アイデアポケット）
- 【完絶】ポルチオ開発! 性器激震オーガズムFUCK 二葉エマ（11月14日、アイデアポケット）
- カノジョの妹のパンチラ誘惑に下半身がバカになってピストンがやめられない! 二葉エマ（12月14日、アイデアポケット）

- 私、新しいお義父さんに犯●れ続けています…。 二葉エマ（1月13日、アイデアポケット）
- おじさん大好き痴女美少女が中年チ○ポを射精へ誘う焦らし寸止め舐めまくり性交 二葉エマ（2月13日、アイデアポケット）
- 純粋無垢な制服美少女は変態整体師の性感開発オイルマッサージに大痙攣が止まらない… 二葉エマ（3月13日、アイデアポケット）
- 死ぬほど嫌いな義父の大好物は女子○生のワタシでした… 何度も犯●れながらイカされる屈辱レ×プ 二葉エマ（4月13日、アイデアポケット）
- もうセックスなしでは生きていけない… 絶頂イキ209回 マ○コ痙攣2548回 鬼ピストン3011回 快感潮 測定不能 絶頂覚醒 二葉エマ（5月13日、アイデアポケット）[26]
- 天使のような少女 二葉エマ FIRST IP BEST 8時間（6月13日、アイデアポケット）※単体ベスト
- 出張先相部屋NTR 絶倫の上司に一晩中何度もイカされ続けた新人女子社員 一晩で8発もの精子をそそがれる絶倫寝取り性交映像。 二葉エマ（7月13日、アイデアポケット）
- 死ぬほど大嫌いな上司と出張先の温泉旅館でまさかの相部屋に… 醜い絶倫おやじに何度も何度もイカされてしまった私。 二葉エマ（8月13日、アイデアポケット）
- 最強格闘家エマにカラダが小さくなる秘薬を飲ませ最弱ロリっ子にし犯しまくった 立場逆転 最強から最弱 集団復讐レ×プ!! 二葉エマ（9月14日、アイデアポケット）
- 携帯ナースコールで24時間口内射精OK！ 即尺超好きおしゃぶり痴女ナース 二葉エマ（10月12日、アイデアポケット）
- 妹にフェラさせ続けて7年になります。僕たちは今じゃもう離れられない関係です。 二葉エマ（11月9日、アイデアポケット）
- We are ideapocket! アイポケキャンペーンSpecial DVD!（2021年11月11日、アイデアポケット）※15名撮りおろしオムニバス
- 日陰の恋わずらい 生徒と教師、孤独な2人が求め合う禁断の純愛ベロキス性交 二葉エマ（12月14日、アイデアポケット）

- 人生初中出しセックス解禁 二葉エマ（1月11日、アイデアポケット）[27]
- 「どこまで触るんですか…?（心の声）」 スケベ整体師にイヤと言えず中出しされた制服少女 二葉エマ（2月8日、アイデアポケット）
- おやじの媚薬凝縮ザーメン膣奥大量注入! ヤリ部屋軟禁キメセク輪姦 中出しされればされるほど快感倍増エンドレスアクメ! 二葉エマ（3月8日、アイデアポケット）
- 死ぬほど気持ち悪い上司のデカチンに何度もイカされる屈辱レ×プ 変態上司にザーメンマーキングされた 二葉エマ（4月12日、アイデアポケット）
- 「終電ないならウチ来ますか?」僕の恋人が家で待ってるのに、 終電逃がし先輩女子社員の家に泊まる流れに…ノーパンノーブラ 部屋着に興奮した絶倫のボクは一晩中ヤりまくった。。。二葉エマ（5月10日、アイデアポケット）
- 幼少期から面倒を見てくれた中年オヤジに突然犯されて… 親には言えない入浴約15分間の背徳性交（6月14日、アイデアポケット）
- クッソ生意気メスガキを俺の絶倫ち〇ぽでわからせる! 幼稚な言葉で罵るガキには鷲掴みピストン生ハメミルク注入!!（7月12日、アイデアポケット）
- 射精ホヤホヤの敏感チ〇ポ、今日はヤメずにシャブってやるからな（8月9日、アイデアポケット）
- 尻マニア変態教師の肉便器に堕ちたサッカー部マネージャー むっちり肉尻を揉まれ… 舐められ…中出しされ続ける屈辱の日々（9月13日、アイデアポケット）
- 「チ○コも脳もバカにしてあげる」 甘サド美少女のシュガーより甘い絶対連射テク 二葉エマ（11月8日、アイデアポケット）

- 「私、キメセクさせられました。。。」 粘着型の元カレの嫉妬寝取り姦… 二葉エマ（1月10日、アイデアポケット）
- みんなエマ民になっちゃえ 二葉エマ CUTIE BEST 8時間12作品24本番（2月14日、アイデアポケット）※単体ベスト
- ギャルはいつでもしゃぶりたいんだもん!! ねぇ、いきなりだけどチ○ポ舐めてもイイですか? 二葉エマ（2月14日、アイデアポケット）
- 娘の幼馴染J×が出張先ホテルに押し掛け相部屋NTR 二葉エマ（3月14日、アイデアポケット）
- 私がAV女優になった理由（ワケ） 密かに好きだった親友の彼氏に好きなAV女優に似てると口説かれAVのようなアブノーマルプレイをヤリまくった3日間 二葉エマ（4月11日、アイデアポケット）
- 身代わり肉便器 射精しても射精しても終わらない絶倫極道オヤジとの10日間孕ませ監禁生活 二葉エマ（5月9日、アイデアポケット）
- 大好きだったけどフラれた元カノと偶然再会したら昔よりも圧倒的にかわいくなっててテンション爆上がったボクは ダメ元ラブホデート誘ったらまさかのOKで朝までノンストップ中出しSEXしまくった。 二葉エマ（6月13日、アイデアポケット）
- 母親の再婚相手のオジサンに毎日レ◯プされています。 二葉エマ（8月1日、アタッカーズ）
- 彼女と別れたばかりの僕は見た目は地味だけど性欲強めなバイト先の後輩から、会う度に毎回中出しをねだられています。 二葉エマ（9月5日、アタッカーズ）
- 「オジサン、ただいま」 処女を奪ったエマちゃんが10年ぶりに帰ってきた。 二葉エマ（10月3日、アタッカーズ）
- 「大人になったねぇ…」 今日は幼い頃から成長を見守っていた娘の友達を犯した最高の一日。 二葉エマ（11月7日、アタッカーズ）
- 逆3PオナニーサポートDXデラックス 沙月恵奈 二葉エマ（12月5日、MOODYZ）
- レズビアンに囚われた女潜入捜査官 ～弱者を踏みにじる芸能プロダクションの闇を暴く～ 二葉エマ 栄川乃亜（12月12日、ビビアン）
- 田舎から帰省したら昔は地味だった学級委員長のあの娘が豹変してた! 1泊2日で10発中出しするまで何度も勃起させちゃうヤリマンGALビッチとの思い出 二葉エマ（12月19日、本中）
- 輪姦（まわ）された妻 二葉エマ（12月19日、溜池ゴロー）

- 大嫌いなパワハラ絶倫上司に1日で20発チ〇ポを抜けという理不尽奴隷契約を結ばされた新入社員 さらに… ～チ〇ポしゃぶって5分でイかせられなかったら、生中出しセックス懲罰～ 二葉エマ（1月2日、MOODYZ）
- 僕をミニスカ挑発する幼馴染の青春デカ尻に我慢できず即ズボ暴走バックピストン! 絶頂お漏らし潮がダダ漏れる痙攣マ●コに勢い中出しラブ 二葉エマ（1月23日、MOODYZ）
- 旦那より義父の唾液ダラダラ接吻が上手すぎて6日間夜這いで身体中を舐めしゃぶり回されたあと、7日目、逆夜這いベロキスで生中出しを求めていました 二葉エマ（1月30日、本中）
- 即尺 おしゃぶり大好きご奉仕マネージャーが絶倫チ○ポをじゅっぽ抜きドバドバ射精22発合宿 二葉エマ（2月6日、ワンズファクトリー）
- 僕の事が好きだった教え子。 えま (21)（2月6日、ナンパJAPAN）
- あの日からずっと…。緊縛調教中出しされる制服美少女 二葉エマ（3月19日、無垢）
- 「ウチらのケツばっか見てんじゃね～よ」 ヤンチャ尻ビッ痴がセクハラ教師を杭打ち顔騎で挟み撃ち種搾りプレス! 金玉カラッポお仕置き13射精! 二葉エマ 五日市芽依（3月19日、MOODYZ）
- 朝起きたら部屋に浴衣がはだけた後輩女子社員! いつも生意気で悪態ばかりついてくるのに、甘えてきたので… 二葉エマ（3月26日、ROYAL）
- お互いのイキ顔を見ながらSEX漬けにされる剛毛姉妹孕ませ調教 二葉エマ 倉本すみれ（4月2日、Fitch）
- みっともなく精液をダラダラ垂れ流し! ツンデレ幼馴染と1週間ルーインドオーガズム漬け同棲生活 二葉エマ（5月28日、ダスッ!）
- 迷い込んだ未成熟。最狂服従イラマチオ エマ（5月28日、えむっ娘ラボ）
- お尻、そんなに気になりますか? 男を喜ばせ、興奮させるふわモチ神尻エスティシャン 二葉エマ（6月25日、ROYAL）
- 鉄フック マ○コ引き裂き失禁拷問 AV制作会社AD 鬼イキ性処理係 二葉エマ（7月2日、ワンズファクトリー）
- 女子生徒に嫌われているセクハラ変態教師たちに狙われた私… 助けも呼べず集団痴漢でワレメをイジられた放課後サイレント中出し輪姦レ×プ 二葉エマ（8月6日、ワンズファクトリー）
- レズビアンドキュメント 余計なものはいらない。ただ目の前の女の子と一心不乱に交わる 二葉エマ 美園和花（8月13日、ビビアン）
- 聖女のバイオレンスデスイラマ体験記 二葉エマ（8月27日、えむっ娘ラボ）
- この狭い世界から解き放って、剥き出しの私を抱きしめて。 二葉エマ 木下ひまり（8月27日、ダスッ!）
- 誰もが羨むボクの美乳妻に理性を失った銀行強盗は一日中イラマ輪姦し続けた。 二葉エマ（10月8日、ダスッ!）
- エロメイド養成学園 ご奉仕またがり学部ねっちょりベロキス騎乗位中出し学科 二葉エマ 姫川かのん 白石もも 沙月恵奈 菊池はる Nia 胡桃さくら 天馬ゆい（11月19日、MOODYZ）
- クズな男に惹かれやすいメン地下追っかけ ふたばちゃん 性欲溜まり過ぎて密会セックスに来たら中出し沼にドハマり。抜け出せなくなって汗だくになってアクメ昇天しまくり中出しオフパコ依存気味（11月19日、無垢）
- 5年ぶりに田舎に帰省したら彼氏が出来ていた幼馴染2人と再会。都会に出たのに童貞を捨てられなかった僕を慰め筆おろしハーレムSEXでハメられまくった1週間 二葉エマ 天馬ゆい（12月3日、MOODYZ）
- 生意気な新卒後輩と終電を逃して相部屋レズビアン 浜辺栞帆 二葉エマ（12月10日、ビビアン）
- 衝撃’喉奥’専属―。潤んだ瞳の美少女が嘔吐聖水を散らし狂い昇天するイラマ奉祝会 二葉エマ（12月24日、えむっ娘ラボ）

- ご招待! 出会って速攻襲撃ノドズボ。即嗚咽昇天。暴走イラマチオブートキャンプ 二葉エマ（1月28日、えむっ娘ラボ）
- マッサージで勃起した先っぽにアソコを押し当てて布越し2cm挿入で誘惑する確信犯エステティシャン PART5（2月18日、MOODYZ）
- 学校でリバース喉凹イラマしようよ! 二葉エマ（2月25日、えむっ娘ラボ）
- 解禁。ときめいて嗚咽悶え捻じれる。人外快楽イラマチオ 喉奥専属 二葉エマ（3月25日、えむっ娘ラボ）
- 清らかに波打つ鬼畜棒で 喉イキ134回 嘔吐汁2960cc ≪ゲボ女神≫の繊細シリコン喉奥開発イラマチオ 二葉エマ（4月22日、えむっ娘ラボ）
- 遂に黒人セックス解禁! 隣に住む迷惑な外国人労働者達にデリヘル嬢と間違われ… 夫とは比較にならないデカマラにハマってしまった肉感メス堕ち妻 二葉エマ（5月6日、Fitch）
- 洗脳ができる男は実在した! ―彼のチ〇ポを見た女性は肉便器に変えられてしまう― 放課後バレー部潜入編（5月8日、SODクリエイト）
- このメス女… 只今発情真っ盛り!? 二葉エマとしてみませんか? 二葉エマ（5月13日、クリスタル映像）
- 同意なく問答無用に犯され肉オナホ輪姦された私 男たちに群がられ貪られるように犯されたモデル撮影会レ×プ 二葉エマ（5月13日、REAL）
- 休憩一切無し。吐いても吐いても吐き続けるノドブッチギリ! 洪水嘔吐イラマチオ∞ 二葉エマ（5月27日、えむっ娘ラボ）
- 顔面お仕置きを志願するマゾ女 二葉エマ (6月14日、グローリークエスト)
- 一緒に変態になれるって最高にきもちいい。限界嘔吐アクメ合戦。狂気の喉奥解放レズビアン 二葉エマ 海野いくら（6月24日、えむっ娘ラボ）
- 知らぬ間にできた健気なJD彼女を完全口マ●コ性奴●化 恋人のふりして都合のいい肉便器へすべく調教しハメまくる 俺専用チクフェラペット 二葉エマ（7月1日、ABC/妄想族）
- 中出しマゾ調教 美少女はオジサン専用肉便器 二葉エマ（7月5日、プラネットプラス/アンビバレンツ）
- 逆転マジックミラー号パート11 お洒落女子に「写真を撮らせてもらえませんか?」と声をかけ承認欲求を満たしたい素人娘をマジックミラー号に連れ込んでマジックミラーを逆転させてデッサン会場で生SEXを大公開するハメに!（7月24日、SODクリエイト）
- 完全喉奥家畜女 二葉エマ（7月29日、えむっ娘ラボ）

### アダルトVR
- とってもSWEET 現役AV女優の【二葉エマ】本人と愛と癒しの同棲エッチVR 初VR!（1月14日、アイデアポケット）
- 純情ウブなJ○彼女の新品マ○コが気持ち良すぎて自分でも制御不能 暴走ピストンSEX 腰振りまくりち○ぽバカになるまで快感射精 二葉エマ（2月25日、アイデアポケット）
- ボクを異常に好き過ぎるヤンデレ妹に闇管理されるVR お兄ちゃんの精子、誰にも渡さないから… 狂気的な粘着愛が度を越し強制近親相姦 二葉エマ（10月4日、アイデアポケット）
- 彼氏と間違えボクにSEXおねだりする泥酔姉にボクのち〇ぽガチガチ勃起! 姉弟のセックス相性は超抜群で朝までノンストップヤリまくりSEX!!（11月26日、アイデアポケット）

- パンチラで誘ってくる彼女の小悪魔な妹に寝取られ… 生ハメ中出し浮気VR 二葉エマ（4月10日、アイデアポケット）
- 【淫語催眠】 おマ○コ気持ちイイよって言えばいいの…。 地味な幼馴染エマにスケベな言葉言わせどんどんエッチな気分にさせそのまま生ハメSEX!! 二葉エマ（5月20日、アイデアポケット）

- 彼氏とデート行く前に幼馴染に腋チェックお願いしたら… ワキ凝視され、クンクン匂われ、撫でられ不覚にも発情してしまった私。 二葉エマ（2月25日、kawaii*）
- ゲリラ豪雨で女として見たことなかった幼馴染のおっぱいが濡れ透け…びしょ濡れで恥じらう姿が可愛すぎて衝動的に一線を超えてしまったあの日ーー。 二葉エマ（4月11日、kawaii*）

- おしゃぶり大好き即尺痴女ナース 二葉エマ（3月31日、SODクリエイト）
- もうイキッてるってばぁッ! 悪徳整体師に媚薬を盛られ性感開発された丸の内OLは抗えることができず何度も中出しを求めてしまう… 二葉エマ（4月14日、SODクリエイト）
- ロ●ポップな可愛コスで大人のようにむしゃぶりつくフェラサポVR 二葉エマ（4月26日、KMPVR-彩-）
- 心を鷲掴みにするJ○リフレ嬢のねっとりDeep性交 理性トロトロになるまであま～いキスを繰り返されたボク 二葉エマ（5月10日、KMPVR-bibi-）
- 心を鷲掴みにするJ○リフレ嬢のねっとりDeep性交 理性トロトロになるまであま～いキスを繰り返されたボク 二葉エマ（5月10日、KMPVR-bibi-）
- キス音、くちゅ音、吐息のみ…【ロッカーの中】でサイレントSEXVR 二葉エマ（6月30日、SODクリエイト）
- 感度調整ダイヤルVR 人の感度を調整できるダイヤルの実験体になった後輩 二葉エマ（7月17日、SODクリエイト）
- 超至近距離で淫語を囁きながらシコい顔で見つめてくる（7月25日、AQUA）
- チアガールのTバック尻に即ズボッVR パンチラ… パン見せ…チアダンス! ツインテ可愛い彼女と過ごす最高に楽しいひととき! 二葉エマ（7月26日、CRYSTAL VR）

### アダルト配信
- 被験者No001ちゃん（5月10日、白昼夢）
- 絵馬 & 花音（5月22日、素人ムクムク -ハーレム-）
- EMA（5月24日、素人ムクムク -塩PP-）
- えま (smjz022)（6月24日、素人ムクムク -人妻-）
- フタバさん (smuw028)（10月9日、素人ムクムク-W-）
- フタバさん (smuh031)（10月19日、素人ムクムク-痴-）
- フタバさん 2 (smuh030)（11月2日、素人ムクムク-痴-）

- 欲求不満の看護学生エマちゃんがFカップ巨乳を震わせ絶頂喘ぎまくり!! 雑談では留学帰りのコミュ力を発揮するも、エッチな雰囲気になると途端に恥ずかしくなっちゃう純情乙女!! そんなギャップを持った彼女の全身をしゃぶり尽くし快楽の園へと誘う!! 「待って… イイッ! イグイグイグ…ッ!」 クンニで愛液大放出!! 手マンでグチョグチョ潮吹きスプラッシュマウンテン!!  【初撮り】ネットでAV応募→AV体験撮影 2316 エマ 23歳 看護学生（3月3日、シロウトTV）
- マジ軟派、初撮。 2146 えま 23歳 ラブホの清掃員  『ワタシ、駅のホームで濃厚フェラチオしたことあるんです…』じゃあホテルで再現してもらいましょー!! 激ムチムチスケベボディのえまちゃん!! 突然の罰ゲームフェラチオにも即対応! じゅぽじゅぽぺろぺろ… 肉棒を喉奥まで迎え入れ、玉を舐めながら極速手コキガトリング!! お返しにえまちゃんの全身をぺろぺろ「あっ、そこ弱いからだめ…っ!」 クンニの応酬で激イキ!! おマ●コがジンジンして我慢できなくなったえまちゃん「駅でフェラしたとき物足りなかったの…入れて…?」 もちろん入れさせていただきまーす!! 爆尻が爆揺れ! あの頃のエッチな思い出の上書きセックスマジ最高!!（3月30日、ナンパTV）
- ガシマンで悦ぶ女ww 【カワイイ顔して爆音エクスタシー】「不自由な状態で責められるの好きです…」「声大きいの悩みなんです恥」 カワイイ見た目からは想像もできないハードな激震アクメww 現役JDのコンカフェ嬢らしいけどこれは客もびっくりでしょう。こんな子がお金払ってチ●ポ欲しがってるんだから。それにクンニされながらもこっそり自分で乳首を触ってるのを見逃しませんでした。貪欲な女ですw ま●こ壊れる勢いの手マンで感じちゃうイグイグドMちゃんでしたww#女風#女性用風俗#覗き：file.17 エミちゃん 新規 120分コース（4月5日、ナンパTV）
- 【4K】ヤリマンエマの本気食い!! 我慢できずに素人逆ナンSEX 二葉エマ（4月26日、クリスタル映像）[28]
- ニンゲン観察 舐めた態度のしごデキ後輩女をキメセク制裁! バカにしてた男の怒りでカッチカチになった生チ〇ポ中毒に堕ちる（5月22日、ムラっch）
- ニンゲン観察 彼氏の家で、彼氏の友達と、彼氏とはしたことない生チ〇ポで中出し浮気エッチ! 彼氏を嫉妬させるためなら自ら寝とられにゆく悪～い女のコ（5月22日、ムラっch）
- エマちゃん & ゆうさん (peep101)（7月11日、素人盗撮倶楽部）

### イメージビデオ
- ハックツ美少女 Revolution 二葉エマ（2018年12月13日、BAGUS）
- Cherish 二葉エマ（2021年4月16日、ファインピクチャーズ）
- ALBUM 二葉エマ（2021年8月1日、ファインピクチャーズ）
- Best a little sister 二葉エマ（2023年1月15日、glace）
- Lovely 二葉エマ（2023年7月21日、ファインピクチャーズ）
- Girl Friend 二葉エマ（2024年4月19日、ファインピクチャーズ）

### 写真集
- らぶぱら 二葉エマ（2021年5月28日、竹書房、撮影：マキハラススム）ISBN 978-4-8019-2670-7 [29]
- 二葉エマ写真集 『Best a little sister』（2023年1月25日、ジーウォーク、撮影：太田清隆）ISBN 978-4-86717-532-3 [30]

### デジタル写真集
- Cherish デジタル写真集 二葉エマ（4月23日、ファインピクチャーズ、撮影：SHOOTING STAR）
- ALBUM デジタル写真集 二葉エマ（8月9日、ファインピクチャーズ、撮影：SHOOTING STAR）
- We are IdeaPocket! Special Photo Book（11月11日、FANZA BEAUTY COLLECTION）※「アイデアポケット」専属女優15名の撮り下ろし写真を収録。FANZA限定配信。
- ＃Escape 二葉エマ（12月24日、ジーオーティー、撮影：manimanium）

- 蜜会 二葉エマ エマの休日（1月13日、プランドール、撮影：合田好宏）
- 蜜会 二葉エマ 可愛すぎるんだよ! バカヤロー（1月13日、プランドール、撮影：合田好宏）
- We are IdeaPocket! Special Photo Book 2023（2月24日、FANZA BEAUTY COLLECTION）※「アイデアポケット」専属女優13名の撮り下ろし写真を収録。FANZA限定配信。
- れいむ 二葉エマ vol.01～vol.04（3月1日、ジーウォーク、撮影：太田清隆）
- LOVEPOP デラックス 二葉エマ 001（6月23日、ラビリンス）
- LOVEPOP デラックス 二葉エマ 002（9月8日、ラビリンス）
- LOVEPOP デラックス 二葉エマ 003（11月3日、ラビリンス）
- LOVEPOP デラックス 二葉エマ 004（12月15日、ラビリンス）

- デジグラ・デラックス 二葉エマ 001（12月6日、ラビリンス）

- デジグラ・デラックス 二葉エマ 002（1月3日、ラビリンス）
- デジグラ・デラックス 二葉エマ 003（1月18日、ラビリンス）
- LOVEPOP デラックス 二葉エマ 004（2月1日、ラビリンス）
- デジグラ・デラックス 二葉エマ 005（2月28日、ラビリンス）
- デジグラ・デラックス 二葉エマ 006（3月15日、ラビリンス）
- デジグラ・デラックス 二葉エマ 007（4月26日、ラビリンス）
- デジグラ・デラックス 二葉エマ 008（5月9日、ラビリンス）
- デジグラ・デラックス 二葉エマ 009（5月31日、ピンク倶楽部）

## 出演

### テレビ番組
- ビ〜チ9（2020年11月、テレビ埼玉） - 花音うららと共にマンスリーゲスト
- みひろのギリコン（2020年11月26日 - 、刺激ストロングチャンネル）
- 架乃ゆらのLOVE昭和（2021年10月、エンタ!959）
- ライフTV（2021年10月16日、エンタ!959）
- ゴッドタン（2023年6月3日[注 2]、8月12日[31]、11月26日、テレビ東京）

### ラジオ
- ねむチキ（2022年6月26日・7月3日、TBSラジオ）

### ウェブラジオ
- セクシー業界自暴バラエティ〜わたしって、○○じゃないですか？（2021年6月21日、鳥越アズーリFM）[32]

### ウェブテレビ
- ロンドンハーツABEMA特別編（2022年5月31日、ABEMA）アンケート協力[33]
- こんもりch（2022年8月、アトムクリニック公式YouTube）- こんもりガールズ

### 映画
- 下着博覧会 /『春っぽい感じで』（2021年11月11日、オーピー映画、監督：鳴瀬聖人） - ヒトミ 役[34]
- ママと私 とろけモードで感じちゃう（2022年4月8日、オーピー映画、監督：吉行由実） - 樹里 役
- 美乳若妻と巨乳女将　蕩けるお宿（2023年7月28日、オーピー映画、監督：山内大輔）- ミユウ 役
  - あなたに会いたくて…（2023年12月6日、オーピー映画）※上記作品の再編集版。

### ウェブドラマ
- 真・透明変態人間2　魔性の香水に翻弄されるオンナたち（2022年10月5日、シネポップ、シネマファスト）[35]

### 舞台
- シロツメクサ（2023年7月14日 - 17日、東京・ステージカフェ下北沢亭）
- 吐露（2023年11月23日 - 26日、東京・高田馬場ラビネスト）

### ゲーム
- 社長と美女たちの二重奏（2024年3月6日[36]、CREAM SOFT）- 北見奈々未 役[37]